# Mieczyk ogrodowy
Mieczyk ogrodowy (Gladiolus hybridus hort.) – roślina bulwiasta z rodziny kosaćcowatych. 

## Morfologia
Osiąga zazwyczaj do 70 cm wysokości.

## Zastosowanie
Używany do sadzenia w ogrodach oraz w doniczkach. Wymaga miejsc jasnych, w ciemnych traci zielony kolor, ale nie przestaje rosnąć. Wymaga podlewania średnio obfitego. Wyhodowano liczne odmiany uprawne, np.:
- 'Blue Diamond' – jedna z form niebieskich mieczyków, bardzo cenionych, mimo że ich rozmnażanie jest trudne. Odmiana ta należy do grupy mieczyków wczesnych o dużych kwiatach. Na łodydze może być osadzonych do 18 kwiatów, z czego do 5 otwartych w tym samym czasie.